# Punta de Covas Blancas
Punta de Covas Blancas är en udde i Spanien.   Den ligger i regionen Balearerna, i den östra delen av landet, 600 km öster om huvudstaden Madrid.
Terrängen inåt land är kuperad åt sydväst, men åt sydost är den platt. Havet är nära Punta de Covas Blancas åt nordost. Runt Punta de Covas Blancas är det ganska tätbefolkat, med 214 invånare per kvadratkilometer. Närmaste större samhälle är Port de Pollença, 3,2 km sydost om Punta de Covas Blancas. 